# Библиография Юлиана Семёнова

В 1960 году репортёр Юлиан Семёнов стал членом Союза писателей СССР и после этого активно работал как литератор в течение без малого 30 лет.

## Начало литературной деятельности
Книга «Дипломатический агент» была задумана Юлианом Семёновым в 1959 году во время его пребывания в Афганистане, где он работал переводчиком с пушту и дари. Основной сюжетной канвой в этой повести были приключения востоковеда Яна Виткевича (в книге — Ивана), являющегося дипломатом, и, кроме того, тайным российским агентом.

## Ранние произведения

Автограф Юлиана Семёнова. 1988

- Первым увидевшим свет произведением Семёнова, вероятно, является мультфильм по мотивам афганских сказок «Маленький Шего» (1956).
- Первое опубликованное художественное произведение Семёнова — цикл новелл о геологах «Пять рассказов из жизни геолога Н. И. Рябининой» (1958). Цикл напечатан в журнале «Знамя».
- «Будни и праздники» (1959) — цикл рассказов о строителях таёжной магистрали. Опубликован в журнале «Знамя». Экранизирован в 1961 году — одноимённый фильм.
- «Дипломатический агент» (1959) — исторический роман о востоковеде и тайном агенте Иване Виткевиче. Первое обращение писателя к жанру политического детектива.
- «Люди штурмуют небо» (1960) — сборник очерков и рассказов о строителях Южно-Сибирской магистрали.
- «49 часов 25 минут» (1960) — повесть на производственно-героическую тему. Опубликована в журнале «Смена» (октябрь 1960 года).
- «Уходят, чтобы вернуться» (1961) — сборник, состоящий из нескольких циклов «забайкальских» рассказов и маленькой повести «Утро рождается ночью».
- «…При исполнении служебных обязанностей» (1962) — повесть о полярных лётчиках. Одно из самых заметных «антисталинских» произведений, опубликованных журналом «Юность» в начале 1960-х. В XX веке не переиздавалась. Экранизирована в 1963 г. — одноимённый фильм.
- «37 — 56» (1962) — цикл автобиографических новелл («Летом тридцать седьмого», «Осень пятьдесят второго», «Та ночь в Ярославле», «Судьба солдата в Америке», «Первый день свободы») на «антисталинскую» тему. В конце 1980-х годов Семёнов вернулся к этим рассказам и включил их в последнюю редакцию «Ненаписанных романов».

## Цикл Исаев-Штирлиц
Сам писатель делил свои произведения о Штирлице на два условных субцикла:
- «Альтернатива» (издана в виде четырёхтомника в 1975—1978 годы), включающая в себя книги «Бриллианты для диктатуры пролетариата», «Пароль не нужен», «Нежность», «Испанский вариант», «Альтернатива», «Третья карта», «Майор Вихрь», «Семнадцать мгновений весны» и «Бомба для председателя». В первой редакции рассказа «Нежность» упоминается, что Исаев-Штирлиц возвращается в Москву в июне 1945 года, однако это противоречит событиям позднее написанных романов «Экспансия» и «Отчаяние», из которых следует, что после мая 1945 года Исаев-Штирлиц попадает из Берлина в Латинскую Америку, а в Москву возвращается только в конце 1947 года. Поэтому в конце 1980-х годов рассказ был переписан автором.
- «Позиция» (издана в виде четырёхтомника в 1987 году), включающая в себя книги «Семнадцать мгновений весны» (входит в оба субцикла), «Приказано выжить» и «Экспансия» (три книги).

Иногда цикл в целом именовался «Политические хроники».
Произведения об Исаеве-Штирлице в порядке действия:
- «Бриллианты для диктатуры пролетариата» (1971) (одноимённый фильм и сериал) — о расследовании хищения из Гохрана;
- «Пароль не нужен» (роман, 1966) (одноимённый фильм, 1967 и сериал) — ВЧК внедряет молодого разведчика Владимирова (Исаева) в белогвардейское движение на Дальнем Востоке в 1921—1922 годы;
- «Нежность» (экранизирован) — рассказ (1975) о душевных переживаниях Штирлица в 1927 году;
- «Испанский вариант» (1973) (одноимённый фильм) — о работе Штирлица в Испании в 1938 году[1];
- «Альтернатива» (1974) — действие романа происходит в Югославии весной 1941 года[2];
- «Третья карта» (1977) — о деятельности агентуры гитлеровцев из ОУН на Украине в начале Великой Отечественной войны[3];
- «Майор Вихрь» (одноимённый фильм, 1967) — о спасении Кракова советскими войсками в годы Великой Отечественной войны;
- «Семнадцать мгновений весны» (1969; одноимённый телефильм, 1973) — Исаев-Штирлиц получает задание узнать, кто из нацистских главарей собирается вести сепаратные переговоры о перемирии с Западом;
- «Приказано выжить» (1982; одноимённая радиопостановка, 1984) — о последних днях нацистской Германии весной 1945 года;
- «Экспансия I» (1984) — о противостоянии Исаева-Штирлица и Гелена во франкистской Испании в конце 1940-х годов[4];
- «Экспансия II» (1984) — действие романа происходит в Испании и Аргентине в конце 1940-х годов[5];
- «Экспансия III» (1984) — действие романа происходит в Аргентине, написано на документальной основе о разоблачении деятельности ЦРУ в Латинской Америке в послевоенный период[6];
- «Отчаяние» (1990) — возвращение разведчика Исаева в послевоенный СССР;
- «Бомба для председателя» (1970) (фильм «Жизнь и смерть Фердинанда Люса», 1976 режиссёр Анатолий Бобровский) — постаревший Штирлиц вновь охотится за нацистами[7].

## Полковник милиции Владислав Романович Костенко
- «Петровка, 38» (1963) (экранизация) — расследование ограбления сберкассы.
- «Огарёва, 6» (1972) (экранизация) — раскрытие крупных хищений социалистической собственности на пятигорской ювелирной фабрике и убийства в Москве.
- «Противостояние» (1979) (одноимённый телесериал режиссёра С. Арановича, 1985 и сериал) — расследование убийств, совершённых скрывающимся нацистским преступником.
- «Репортёр» (1987) — раскрытие подпольного синдиката по хищению культурных ценностей. Костенко действует как второстепенный персонаж.
- «Тайна Кутузовского проспекта» (1990) — расследование убийства Зои Фёдоровой (первые главы опубликованы в бюллетене «Совершенно секретно»). Издательство: «Вече». ISBN 978-5-9533-2545-5.

## Полковник КГБ Виталий Славин
- «ТАСС уполномочен заявить» (1979, экранизация в 1984) — о деятельности советской контрразведки по поимке агента ЦРУ в Москве в конце 1970-х годов.
- «Межконтинентальный узел» (1986) — о противостоянии полковника Славина и иностранного агента, связанного некогда с Олегом Пеньковским.

## Журналист Дмитрий Степанов
Сквозной автобиографический персонаж Семёнова действует в циклах о Костенко и Славине («ТАСС уполномочен заявить», «Межконтинентальный узел», «Огарёва, 6», «Репортёр») и целом ряде лирических новелл («Дождь в водосточных трубах», «Ещё не осень», «Вожак» и др.). Кроме того, Степанов является главным героем повестей и романов:
- «Дунечка и Никита» (1965) (повесть экранизирована в 1966 — фильм «Не самый удачный день») — о непростой житейской ситуации, в центре которой — развод главного героя с женой;
- «Он убил меня под Луанг-Прабангом» (1970) (повесть экранизирована в 1971 — фильм «Ночь на 14-й параллели») — о войне во Вьетнаме;
- «Пресс-центр. Анатомия политического преступления» (1983) (роман экранизирован в 1988 — фильм «Большая игра») — о путче в вымышленной стране Гаривас;
- «Пересечения» (1984) — повесть о судьбе талантливого театрального режиссёра, создавшего свой театр;
- «Аукцион» (1985) (роман экранизирован в 1986 — фильм «Лицом к лицу» режиссёр Анатолий Бобровский) — о поисках культурных ценностей, утраченных во Второй Мировой время войны.
- «Тайна Кутузовского проспекта» (1990) — расследование убийства Зои Фёдоровой (первые главы опубликованы в бюллетене «Совершенно секретно»). Издательство: «Вече». ISBN 978-5-9533-2545-5.

## Другие политические романы и повести

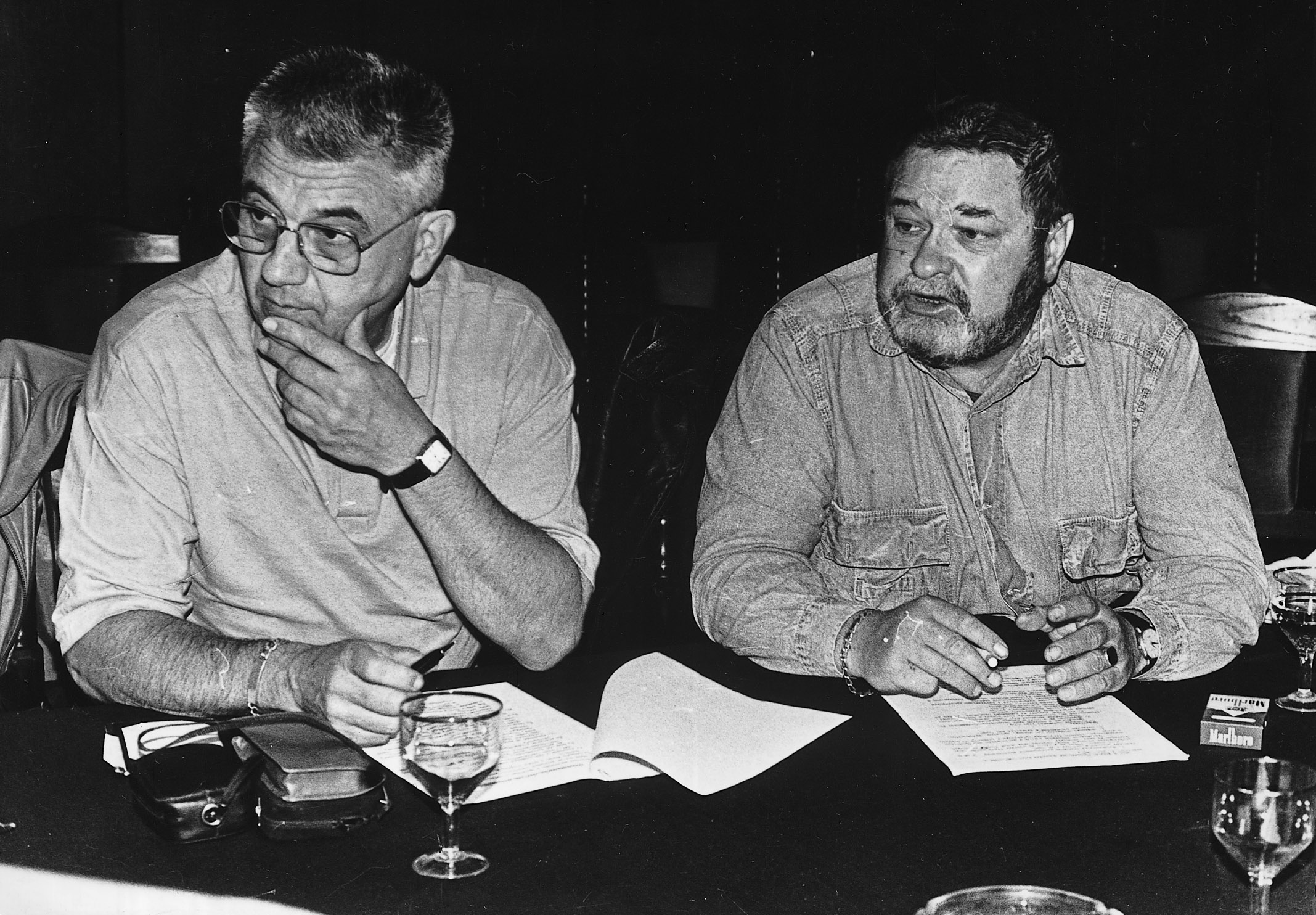
Ю. Семёнов (справа) с югославским коллегой, Югославия, 1989 год

- «Исход» (1966) — киноповесть о разгроме в Монголии войск барона Унгерна в последние дни гражданской войны. Литературный вариант[8] заметно отличается от одноимённого фильма 1968 г.
- «Каприччиозо по-сицилийски»  (По ту сторону). — М.: Советская Россия, 1978 — документальная повесть о приключениях журналиста в Сицилии. Позже текст повести был перенесён автором в переиздание книги «Лицом к лицу» в виде нескольких глав о связях мафии с фашизмом.
- «Лицом к лицу» («В поисках Янтарной комнаты») (1983) — документальная повесть о поиске Юлианом Семёновым и его зарубежными друзьями культурных ценностей, перемещённых из России за границу во время Второй Мировой войны.
- «Ненаписанные романы» (1990) — обличительное повествование о временах и нравах культа личности Сталина, основанное на исторических документах, свидетельствах очевидцев и личном жизненном опыте автора.
- «Разоблачение» — остросюжетная «повесть в манере ТВ» (определение автора) о проникновении международного наркобизнеса в Советский Союз в первые годы перестройки. Опубликована в книге «Неизвестный Юлиан Семёнов. Разоблачение» (2008).
- «Комментарий к Скорцени» — документальная автобиографическая повесть об истории создания очерка «Скорцени — лицом к лицу» (1974). Задумывалась автором как глава второй части «Ненаписанных романов». Опубликована в книге «Неизвестный Юлиан Семёнов. Разоблачение» (2008).
- «Барон» — документальная повесть о том, как Ю.Семёнов и барон Эдуард фон Фальц-Фейн занимались перенесением праха Ф. И. Шаляпина в Россию в 1984 г. Задумывалась автором как глава второй части «Ненаписанных романов». Опубликована в книге «Неизвестный Юлиан Семёнов. Разоблачение» (2008).
- «Три перевода из Омара Кабесаса с комментариями» — документальная повесть о поездке в Никарагуа в 1985 году. История знакомства с видным никарагуанским писателем и политическим деятелем Омаром Кабесасом перемежается с фрагментами его прозы, переведённой Ю. Семёновым. Опубликована в книге «Неизвестный Юлиан Семёнов. Разоблачение» (2008).

## Романы о Феликсе Дзержинском
«Горение», роман-хроника в 4-х книгах (1977—1987) (экранизирован в дилогии: «Особых примет нет» и «Крах операции „Террор“», 1978—1980).
- Книга первая. 1900—1904 гг. (1977). В журнальном варианте — «Особо опасный преступник»[9]&
- Книга вторая. 1905—1906 гг. (1979).
- Книга третья. 1907—1910 гг. (1987). В журнальном варианте — «Непримиримость»[10].
- Книга четвёртая. 1911 г. (1987).

## Версии
- «Смерть Петра» (1982) — роман-версия о загадке смерти императора Петра I.
- «Гибель Столыпина» (1983) — роман-версия о заговоре против премьер-министра П. А. Столыпина.
- «Псевдоним» (1984) — роман в письмах о трагической судьбе О. Генри.
- «Научный комментарий» (1985) — повесть о последних днях жизни В. В. Маяковского. В первой редакции называлась «Самоубийство».
- «Синдром Гучкова» (1989) — роман о трагических обстоятельствах, приведших А. И. Гучкова к попытке самоубийства. На основе архивных документов.

## Собрания сочинений
- Собрание сочинений в 8 томах. — М.: ДЭМ, 1991—1994
- Собрание сочинений в 5 томах. — М.: Современник, 1983—1984
- Альтернатива. В 4 книгах. — М.: Московский рабочий, 1975—1978

## Документально-публицистическая и путевая проза
- «Чжунго, нинь хао!» (1959) — очерки о Китае (для детей). В соавторстве с Н. П. Кончаловской.
- «Вьетнам. Лаос. 1968» (М.: Политиздат, 1969) — книга очерков о войне во Вьетнаме и партизанах Лаоса.
- «Вьетнамский дневник» (1971) — о войне во Вьетнаме.
- «Маршрут СП-15 — Борнео» (М.: Молодая гвардия, 1971) — путевые очерки о путешествии на Борнео.
- «На „козле“ за волком» (1974) — очерки, дневники, записки.
- «Возвращение в фиесту» (М.: Советская Россия, 1975) — очерки об Испании и Италии.
- «Схватка» (1977) — политические репортажи, рассказы, дневники.
- «Отчёт по командировкам» (1986) — «избранное» из очерковой и путевой прозы. В сборник включены художественные очерки о командировках, лирические новеллы, рассказы о деятелях культуры и международного революционного движения, «заметки о врагах человечества». — Л.: Лениздат.

## Сборники рассказов
- «Новеллы» (1966).
- «Дождь в водосточных трубах» (1981).

## В соавторстве с А. А. Горбовским
В соавторстве с А. А. Горбовским написаны:
- «Без единого выстрела» (1983) — очерки из истории российской военной разведки.
- «Закрытые страницы истории» (1988) — книга исторических расследований.

## Пьесы
- «Правда за девять рублей поштучно» (1961).
- «Дети отцов» (1962).
- «Иди и не бойся» (1963).
- «Петровка, 38» (1964).
- «Шоссе на Большую Медведицу» (1964).
- «Шифровка для Блюхера» (1966).
- «Провокация» (1968).
- «Семнадцать мгновений весны» (1969) — в соавторстве с Владимиром Токаревым.
- «Ощупью в полдень» (1969) — в соавторстве с Г. А. Вайнером.
- «Огарёва, 6» (1973).
- «Два лица Пьера Огюста де Бомарше»
- «Поиск-891. Опыт театральной журналистики» (1981).
- «Краткие выводы» (1988) — запрещена цензурой к постановке и утеряна.[11]
- «Процесс-38» (1990).

## «Неизвестный Юлиан Семёнов»
Двухтомник, составленный и прокомментированный О. Ю. Семёновой, содержит обширный материал по освещению жизни, творчества и общественной деятельности Ю. С. Семёнова — его малоизвестные тексты и тексты о нём. Издательство «Вече», 2008.
- «Разоблачение» — в том входят произведения Юлиана Семёнова, ранее не публиковавшиеся или не известные широкому кругу читателей. Повести «Барон», «Комментарий к Скорцени», «Разоблачение», «Три перевода из Омара Кабесаса с комментариями», «Пересечения»; пьесы «Два лица Пьера Огюста де Бомарше», «Дети отцов», «Процесс-38»; рассказы, статьи, рецензии. Впервые опубликованы стихи писателя.
- «Умру я ненадолго…» — в том входят переписка Ю.Семёнова со своим отцом С. Ляндресом, с семьёй; приведены письма читателей, письма друзей и коллег, статьи о творчестве писателя, интервью, воспоминания о нём (Е. Примаков, В. Ливанов, Н. Михалков, Л. Аннинский, А. Кармен, Г. Вайнер, В. Кеворков, Л. Дуров, Д. Лиханов и др.), а также дневники 1960-х годов и путевые заметки. ISBN 978-5-9533-3302-3.

## Неосуществлённые замыслы
- В 1985 году журнал «Дружба народов» анонсировал на следующий год публикацию романа Семёнова «Сомнения», который должен был стать приквелом ко всем ранее написанным произведениям о Владимирове-Исаеве-Штирлице. Действие должно было происходить в 1919 году, а 19-летний Владимиров стать разведчиком красных в армии генерала Деникина. Однако роман остался не написан[12].
- В 1988 году в интервью «Роман-газете» Юлиан Семёнов делится творческими планами («Роман-газета» № 19/1988):

Уже много лет собираю материалы о трагической судьбе великого русского драматурга и философа Сухово-Кобылина; это будет научно-исследовательский детектив, предполагаю закончить его в начале следующего года…
Но замысел не был осуществлён.

## Киносценарии
- Маленький Шего — 1956 (мультипликационный).
- В Аддис-Абебе — 1960 (документальный).
- Будни и праздники (по одноимённому циклу рассказов) — 1961 (героическая драма).
- При исполнении служебных обязанностей (по одноимённой повести) — 1963 (героическая драма).
- Не самый удачный день (по повести «Дунечка и Никита») — 1966 (мелодрама).
- По тонкому льду (по роману Георгия Брянцева) — 1966 (военно-шпионский).
- Пароль не нужен — 1967 (военный детектив).
- Исход — 1968 (военный фильм).
- Майор «Вихрь» — 1968 (военный детектив).
- Ночь на 14-й параллели (по повести «Он убил меня под Луанг-Прабангом») — 1971 (политический детектив).
- Держись за облака — 1971 (под псевдонимом Михаил Аверин)
- Семнадцать мгновений весны — 1973, телесериал.
- Бриллианты для диктатуры пролетариата — 1976 (детектив).
- Жизнь и смерть Фердинанда Люса (по роману «Бомба для председателя») — 1976 (политический детектив).
- Вожак (по одноимённому рассказу) — 1978 (анимационный).
- Особых примет нет (по мотивам романов из цикла «Горение») — 1978 (историко-революционный).
- Петровка, 38 — 1979 (детектив).
- Огарёва, 6 — 1980 (детектив).
- Испанский вариант — 1980 (детектив).
- Крах операции «Террор» (по мотивам романов из цикла «Горение») — 1978 (историко-революционный).
- Двадцатое декабря — 1981 (историко-революционный).
- ТАСС уполномочен заявить… — 1984 (политический детектив).
- Противостояние — 1985 (детектив).
- Лицом к лицу (по роману «Аукцион») — 1986 (политический детектив)
- Большая игра (по роману «Пресс-центр») — 1988 (политический детектив).
- Исаев — 2008, телесериал по романам «Бриллианты для диктатуры пролетариата», «Пароль не нужен» и рассказу «Нежность».
- Противостояние — 2024, новая экранизация романа